# Gertrud Almqvist
Gertrud Johanna Almqvist (Töreboda, 16 oktober 1875 - Göteborg, 24 juni 1954) was een Zweedse schrijfster en feministe. Tijdens haar carrière schreef ze talloze boeken, met name over vrouwen, en pleitte ze actief voor vrouwenrechten. Haar werken portretteerden ook vrouwelijke homoseksuele relaties.

## Biografie
Almqvist werd in 1875 geboren in Töreboda, Zweden. Ze was een van de twee dochters van Edvard Almqvist, een landbouwingenieur, en Thora Nordström. Nadat ze thuisonderwijs had gehad, vertrok ze voor haar opleidingen naar Frankrijk en Zwitserland. Daar studeerde ze taal en literatuur. Ook reisde ze naar Engeland, Duitsland, Italië en Tunesië.
In 1917 trouwde Almqvist met de Zweedse journalist en schrijver Erik Brogren.

## Carrière
In 1899 publiceerde Almqvist haar eerste roman Genom brottsjöarna i hamn, die datzelfde jaar nog werd gevolgd door När faller täckelset?.
In het begin van de 20e eeuw schreef ze literaire recensies voor kranten en tijdschriften. Dit deed ze onder een reeks pseudoniemen, waaronder Madame Sans Gêne en Madame Mêre. Van 1910 tot 1912 werkte Almqvist als literair criticus voor het Zweedse tijdschrift Idun, dat zich bezighield met literatuur en gendergelijkheid.
In 1928 verscheen haar laatste boek I tolfte timmen: en gammal, dåraktig kvinnas bekännelser onder het pseudoniem Molly Molander. Dit boek bevatte een vrouwelijke hoofdrolspeler die een affaire had met een andere vrouw. Almqvist was liberaal in de representatie van relaties tussen personen van hetzelfde geslacht. Daarnaast was de kwestie van vooroordelen jegens ongehuwde vrouwen vaak het onderwerp van haar werken.